# Družba Misionara Krvi Kristove
Družba Misionara (Predragocjene) Krvi Kristove (lat. Congregatio Presbyterorum a Pretiosissimo Sanguine, skr. CPPS, tal. La Congregazione dei Missionari del Preziosissimo Sangue) je muška katolička redovnička družba. Osnovao ju je sv. Gašpar del Bufalo 15. kolovoza 1815. u San Feliceu u Umbriji.
Svetac zaštitnik Družbe je sveti Franjo Ksaverski.

## Razvoj Družbe
Papa Pio VII. daje Gašparu del Bufalu crkvu, samostan i pokrajnje zgrade samostana San Felice kao i godišnju nadarbinu uz dopuštenje da ondje otvori prvu kuću nove kongregacije pod imenom Predragocjene Krvi Kristove. Družba je osnovana 15. kolovoza 1815. u dobivenom samostanu u pokrajini Umbriji. Gašpar del Bufalo i njegovi drugovi održavali suduhovne vježbe i misije te su godinom za godinom otvarali nove kuće. Tako je 9. prosinca 1819. otvorena kuća u Pievetorinu, 25. ožujka 1821. kuća u Albanu, 10. studenoga 1821. u Sermoneti, 3. prosinca 1821. u Teracini, 17. prosinca 1821. u Soninu, 7. siječnja 1822. u Veletri, 7. veljače 1822. u Frosinoneu, u svibnju 1822. kuća u Valecorsi, u travnju 1823. u Beneventu, u kolovozu 1824. u Riminiju, u rujnu 1824. u Gianu, 1831. u studenome kuća u Nepi, 1832. u Ceseni, 1833. u Pennabilli.
Tako su se otvarale kuće i u drugim zemljama. Novu eru u Družbi obilježio je p. Francis Brunner, rodom iz Švicarske, koji je prvi netalijanski član mlade Družbe. Postavio je temelje u Švicarskoj te je odatle, s još sedmoricom svećenika i sedmoricom studenata, otišao u Sjevernu Ameriku kako bi i tamo postavio temelje Družbe. Početak je bio u listopadu 1843. u biskupiji Cincinnata koja je u to vrijeme obuhvaćala cijelu državu Ohio. Godine 2000. bilo je 314 članova u Sjevernoj Americi.
Ostali instituti izrasli su iz Italije. Temelji u Caceresu u Španjolskoj (1898.) vodile su do formiranja Iberijske provincije, koja obuhvaća Španjolsku i Portugal (1987.). Njemačka provincija je osnovana 6. kolovoza 1922., s dvama vikarijatima (Brazil i Španjolska). Rad u Latinskoj Americi započet je u Brazilu 1929., nakon čega slijede Čile (1947.), Peru (1962.) i Gvatemala (1982.) Temelji u Poljskoj započeti su 1982. Djelatnost u Africi započeta je u Tanzaniji 1966., a u Aziji u Indiji 1988. 1841. bilo je oko 1000 članova, a 2000. Misionari Predragocjene Krvi broje oko 530 članova u cijeloj Družbi, koji su služili u 18 zemalja širom svijeta. U Novoj Topoli u Bosni djelovanje je započeo p. Willi Klein iz njemačke provincije, 1988., koje je za vrijeme rata prekinuto, a nastavilo se u Hrvatskoj, u Zagrebu (1991.), zatim u Meksiku (1995.), u Vijetnamu (1997.) te u Kolumbiji (2005.). 
Uz Njemačku, djeluju i Talijanska i Američka provincija s pripadajućim vikarijatima.

## Važniji događaji
Družbe je osnovana na dan Uznesenja Blažene Djevice Marije (15. kolovoza 1815.).
Nakon osnutka, važan događaj su misije u gradu Sonnino. Taj grad je u ono vrijeme bio poznat kao leglo razbojnika kojeg ni policija nije mogla pokoriti, jer su se umiješali i u nju. Namjeravali su poslati vojsku i grad sravniti sa zemljom. Grad se nalazi između Rima i Valecorse. Sv. Gašpar je papi pisao pismo kako ne bi trebalo grad razoriti, jer će stradati i nevini ljudi, nego da mu treba dati moralnu obnovu.
Papa je dopustio Gašparu i njegovim misionarima da održe misije, a ako ne uspiju u protivnom će grad uništiti. Odmah se bacio na posao. Bilo je to 1. siječnja 1821. kada je Gašpar sa svojom intervencijom spasio grad.
Grad Sonnino još dan danas u zahvalu Gašparu slavi njegov spomendan kroz 8-9 dana. 
Godinu dana nakon toga, Gašpar se u ožujku 1822. susreće s  Marija de Mattias,  kada je u njenom mjestu (Valecorsa) održavao misije u kojima se ona zapaljuje za duhovnost Krvi Kristove. Ona će kasnije uz pomoć don  Ivan Merlini (CPPS) osnovati žensku granu ove duhovnosti, a nazvat će se Klanjateljice Krvi Kristove. Bit će to dana 4. ožujka 1834.  Njezina će se Družba proširiti na 25 zemalja te ih sada ima više od 2000 članova, a nalaze se također i u Bosni i Hercegovini i Hrvatskoj. Njihova Utemeljiteljica je 1. listopada 1950. proglašena blaženom od pape Ivan XXIII, a papa Ivan Pavao II. proglasio ju je svetom 18. svibnja 2003.
Tri godine nakon Gašparove smrti (1840.) u Albanu je upućen prvi redovni informativni proces o glasu svetosti.Papa Pio IX. je na temelju ishoda 15. siječnja 1852. svečano predstavio proces beatifikacije Gašpara i dade mu titulu Sluge Božjega. Blaženim ga je proglasio papa Pio X. 18. prosinca 1904. u Bazilici sv. Petra", a 13. lipnja 1954. je proglašen svetim.
Važan događaj za Družbu je, kao što sam već gore naveo, utemeljenje Američke provincije 1844. Švicarac p. Francesco Salesio Brunner dao je značajan doprinos širenju katoličke vjere u Sjevernoj Americi. A tri godine prije toga (1841.) odobrena su Pravila Misionara.
Mnogi sveti oci su pomagali Družbu i davali joj razne blagoslove. Tako je Pio IX. 1849. proširio blagdan Krvi Kristove na opću Crkvu, što su do tada slavili samo Misionari. A Pio X. i Pio XI. su odredili da se slavi prve nedjelje u srpnju i uzdigli su ga na dvostruki obred prve klase. Dobro je napomenuti i to da je Ivan XXIII. bio veliki štovatelj svetoga Gašpar te je pri posjetu njegovog groba u Rimu (4. siječnja 1963.) zazvao njegovu zaštitu za II. vatikanski koncil.

## Kratak pregled razvoja Družbe u Hrvatskoj
Početci sežu u godinu 1979. kada je švicarac p. Willi Klein (CPPS), iz Njemačke provincije, došao zbog stote obljetnice rada i djelovanja sestara Klanjateljica Krvi Kristove. Od tada je češće dolazio u ove prostore (bivša Jugoslavija). Sredinom 80-tih već pokojni banjalučki biskup Alfred Pichler službeno traži od Vrhovne uprave u Rimu da pošalju misionare CPPS u Bosnu.
Uprava daje odobrenje i 5./6. travnja 1988. je početak Njemačke delegature u banjalučkoj biskupiji. Dobivaju kuću u Novoj Topoli. Pater Willi kupuje još jednu kuću u Zagrebu, jer je htio djelovati i u Hrvatskoj. Zabilježen je kao službeni dolazak Misionara u Hrvatsku 7. rujna 1988. Nakon nekoliko godina dolazi rat i kuća u Novoj Topoli biva srušena, a zajednica s prvim kandidatima seli se u Zagreb. Od tada Misionari djeluju u našim prostorima. Biskup mons. Juraj Jezerinac je 6. travnja 1992. blagoslovio kuću i novu kapelicu u Zagrebu. Kasnije se p. Willi razbolio, vratio se u svoj rodni kraj, a tada dolaze misionari iz Poljske provincije i preuzimaju vodstvo. Prvi Hrvatski misionar je p. Ilija Grgić koji je zaređen 2003. godine. 
Svečana primopredaja delegature zbila se 4. travnja 2006. Tadašnji provincijal p. Jaroslaw Labłonski je u ime cijele Poljske provincije prihvatio brigu za taj segment Družbe u Hrvatskoj, koja je dotada bila pod brigom Njemačke provincije, na čijem je čelu bio provincijal p. Ferdinand Zech.
Dobro je spomenuti 50. obljetnicu proglašenja svetim Utemeljitelja Družbe koju je zajednica u Hrvatskoj slavila 24. listopada 2004. u zagrebačkoj katedrali. Svečano misno slavlje je predvodio tada pomoćni biskup zagrebački mons. Josip Mrzljak.  Danas se misionara u Hrvatskoj nalaze u Zagrebu, a u izgradnji je i druga kuća u Prozorju pokraj Dugog Sela.

## Misijska djela
Misionari Krvi Kristove ustanovili su Krug vječnih svetih misa. Krug je misijsko djelo. Inicijativu je blagoslovio papa Lav XIII. 1886. godine radi poticanja na podupiranje misijskih djela Crkve. Svake godine Misionari u različitim mjestima na svijetu slave četiri tisuće svetih misa na nakanu upisanih u Krug. Čine to iz zahvalnosti za priloge u misijske svrhe  i svrhe obrazovanja novih Misionara. Nakanu se ne mora obnavljati svakim novim krugom, zbog čega ovo misijsko djelo nosi pridjev vječnoga. Isto vrijedi i za pripadnost u Krugu. Članstvo ostaje i nakon smrti. Također, upisani u Krug uživaju plodove misa i nakon smrti. U Krug se može upisati i žive i pokojne osobe. Ali, upisati je moguće samo pojedinca pa nije moguće skupno upisivanje obitelji, bračnih parova i sl.

## Svetci
Svetci iz ove Družbe: 
- sv. Gašpar del Bufalo
- sluga Božji Ivan Merlini

Svetci povezani s ovom Družbom:
- sv. Franjo Ksaverski
- sv. Marija De Mattias

## Vanjske poveznice
Sestrinski projekti
|  | Zajednički poslužitelj ima još gradiva o temi Družba Misionara Krvi Kristove |

Mrežna mjesta
- Congregation of the Most Precious Blood (engl.) u Katoličkoj enciklopediji
- Družba misionara Krvi Kristove u Hrvatskoj
- Opća stranica (engl.)
- Klanjateljice Krvi Kristove